# Kopcsik Marcipánia
A Kopcsik Marcipánia a Művészetek Háza 2005-ben megnyitott kiállítóhelye a Harangöntő-házban (Eger, Harangöntő u. 4.) A kiállítás Kopcsik Lajos cukrász Oscar-díjas és Venesz-díjas, Guinness-rekorder, cukrász világ- és olimpiai bajnok cukrászmester (és tanítványainak) munkásságát mutatja be: a legkülönfélébb használati és dísztárgyak, élőlények marcipánból megformált másolatait, illetve alakjait (mind a 120 tárgy cukormasszából és marcipánból készült).
Valamennyi kiállított tárgy anyaga cukortészta (porcukor és zselatin), illetve glazúr (porcukor és tojásfehérje). A képeket temperával színezték. A mester egyes tárgyakat valamilyen alkalomra, felkérésre készített el. Ilyen például Claude Monet (1869): Halászbárkák című képének glazúrmásolata, amit a „Monet és barátai” kiállításra alkotott meg. Az emlékharang a Kopcsik Marcipánia megnyitójára készült.

## Barokk szoba
A kiállítás fő attrakciója a „barokk szoba”: Kopcsik Lajos az 1990-es évek közepe óta szeretett volna berendezni egy cukorból készült barokk szobát; erre a kiállítás megnyitása után nyílt lehetősége. A tervek megvalósításához három esztendő kitartó munkája kellett. A szobában a padló, a tapéta, a függöny, a falon függő képek, a stukkó, a csillár és az összes berendezési tárgy a barokk kor hangulatát idézi. A szobát 2008 augusztusában avatták fel.